# Menhir de Llanrhwydrys
Le menhir de Llanrhwydrys est un mégalithe situé près du village de Llanfairynghornwy (en), dans l'île d'Anglesey, au Pays de Galles.

## Situation

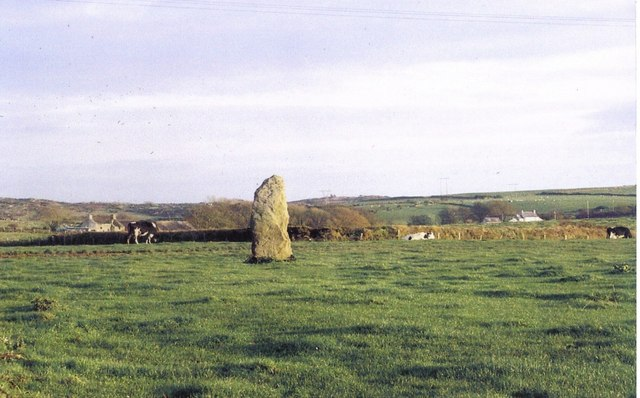

Le menhir est situé dans le nord de l'île d'Anglesey ; il se dresse dans un champ bordant une route de campagne reliant Llanfairynghornwy à la route A5025 (A5025 road).

## Description
La pierre mesure entre 1,80 m et 2 m de hauteur selon les sources,.